# Oucques
Oucques – miejscowość i dawna gmina we Francji, w Regionie Centralnym, w departamencie Loir-et-Cher. W 2013 roku populacja gminy wynosiła 1535 mieszkańców. 
W dniu 1 stycznia 2017 roku z połączenia czterech ówczesnych gmin – Baigneaux, Beauvilliers, Oucques oraz Sainte-Gemmes – utworzono nową gminę Oucques-la-Nouvelle. Siedzibą gminy została miejscowość Oucques. 